# Urera cuneata
Urera cuneata är en nässelväxtart som beskrevs av Alfred Barton Rendle. Urera cuneata ingår i släktet Urera och familjen nässelväxter. Inga underarter finns listade i Catalogue of Life.